# المحافظات في فرنسا

خريطة المحافظات في فرنسا مع رقم INSEE الخاص بها

تُشير كلمة المحافظة (بالفرنسية: préfecture)‏ في فرنسا إلى أحد المعاني التالية:
- العاصمة الإدارية للإقليم (chef-lieu de département)، وهي البلدية التي يقع فيها مقر إدارة الإقليم.
- العاصمة الإدارية للمنطقة (chef-lieu de région)، وهي البلدية التي يقع فيها مقر إدارة المنطقة.
- نطاق اختصاص المحافظة، أي الحدود الجغرافية التي تمارس فيها سلطتها.
- المقر الرسمي أو السكن الوظيفي للمحافظ.

على الرغم من أن إدارة الأقاليم والمناطق تُعدّ مستقلة عن بعضها البعض، فإن المحافظ الإقليمي هو بحكم منصبه أيضًا محافظ الإقليم الذي يقع فيه مقر المحافظة الإقليمية. ويمتلك هذا المسؤول صلاحيات على باقي المحافظين في المنطقة ضمن نطاق اختصاصات محددة.

## دور المحافظة
يوجد في فرنسا 101 محافظة، واحدة لكل إقليم. والمسؤول عنها هو المحافظ (بالفرنسية: préfet). وتُعد المحافظة هيئة إدارية تتبع وزارة الداخلية الفرنسية، وبالتالي فهي مسؤولة عن:
- إصدار بطاقات الهوية، رخص القيادة، جوازات السفر، تصاريح الإقامة والعمل للأجانب.
- تسجيل المركبات والجمعيات (إنشاؤها، تعديل وضعها القانوني، حلّها).
- إدارة الشرطة الوطنية وفرق الإطفاء، مع الإشارة إلى أن 79% من رجال الإطفاء في فرنسا كانوا متطوعين بدوام جزئي عام 2018.

عادةً ما تكون المحافظات قريبة من المركز الجغرافي للإقليم، حيث تم اختيار مواقعها في الأصل بحيث يمكن الوصول إليها خلال يوم واحد على ظهر الخيل من أي مكان في الإقليم. لهذا السبب، قد لا تكون أكبر مدينة في الإقليم هي عاصمته الإدارية، مثل إقليم مارن، حيث توجد المحافظة في شالون أون شامبان، رغم أن مدينة ريمس، الواقعة قرب حدود إقليم أيسن، أكبر منها بأربع مرات.
يمثل المحافظ الحكومة الوطنية على المستوى المحلي، ويمارس الصلاحيات المخولة للحكومة دستوريًا. كما يُصدر أوامر إدارية لتطبيق القوانين المحلية، مثل إغلاق المباني غير المطابقة لمعايير السلامة، أو تعديل لوائح المرور (حدود السرعة، تراخيص البناء، إلخ).

## الإدارة المحلية
تُدار الأقاليم من قبل المجلس الإقليمي (بالفرنسية: Conseil départemental)، الذي يُنتخب عبر نظام الكانتونات. ومن صلاحياته:
- بناء وصيانة المدارس الإعدادية (collèges).
- الإشراف على الطرق الإقليمية.
- تقديم المساعدات المالية للأشخاص ذوي الإعاقة وكبار السن.
- دعم التنمية الاقتصادية المحلية.

في السابق، كان المحافظ هو المسؤول التنفيذي للإقليم، لكن منذ عام 1982، تولى رئيس المجلس الإقليمي هذا الدور، مما حدّ من سلطات المحافظ في هذا الجانب.

## الاستثناء الباريسي

التاج الصغير

تشهد باريس ومنطقتها الحضرية استثناءً إداريًا مقارنة بباقي الأقاليم الفرنسية. فبالإضافة إلى محافظة باريس، هناك ثلاثة أقاليم محيطة بها تُعرف باسم "التاج الصغير" (Petite Couronne)، وهي:
- أعالي السين (Hauts-de-Seine) غربًا.
- سين سان دوني (Seine-Saint-Denis) شمال شرقًا.
- فال دو مارن (Val-de-Marne) جنوب شرقًا.

تخضع هذه الأقاليم لإدارة خاصة تحت سلطة محافظة شرطة باريس (préfecture de police)، وهي هيئة مستقلة مسؤولة عن الأمن وإنفاذ القانون، وهو نظام إداري يعود إلى فترة كومونة باريس عام 1871. في معظم المدن الفرنسية، يتمتع العمدة بصلاحيات أمنية، لكن في باريس والضواحي الداخلية، يتولى محافظ شرطة باريس هذه المهام بدلًا منه.
في عام 2012، تم إنشاء محافظة شرطة بوش دو رون (Bouches-du-Rhône) التي يشرف عليها محافظ شرطة بوش دو رون، لكنها لا تتمتع بنفس الاستقلالية التي تتمتع بها محافظة شرطة باريس.

## التقسيمات الإدارية للأقاليم
تُقسم الأقاليم الفرنسية إلى مقاطعات فرعية (arrondissements)، والتي تنقسم بدورها إلى كانتونات (cantons). تُعرف عاصمة المقاطعة الفرعية باسم "المحافظة الفرعية" (sous-préfecture)، والمسؤول عنها هو نائب المحافظ (sous-préfet).
تُعد صلاحيات الكانتونات محدودة، حيث تقتصر أهميتها على تنظيم الانتخابات المحلية، نظرًا لكونها وحدات انتخابية داخل الإقليم.